# Baccaurea simaloerensis
Baccaurea simaloerensis är en emblikaväxtart som beskrevs av Haegens. Baccaurea simaloerensis ingår i släktet Baccaurea och familjen emblikaväxter. Inga underarter finns listade i Catalogue of Life.